# Xyletobius simoni
Xyletobius simoni är en skalbaggsart som beskrevs av Perkins 1910. Xyletobius simoni ingår i släktet Xyletobius och familjen trägnagare. Inga underarter finns listade i Catalogue of Life.